# 菲利普·伯顿
菲利普·伯顿（1926年6月1日—1983年4月10日）是一位美国政治人物，1964年起担任加利福尼亚州的美国众议院议员，至1983年因腹主動脈瘤离世，妻子萨拉·伯顿，弟弟约翰·L·伯顿都曾担任美国众议院议员。